# Swainsona beasleyana
Swainsona beasleyana är en ärtväxtart som beskrevs av Ferdinand von Mueller. Swainsona beasleyana ingår i släktet Swainsona och familjen ärtväxter.

## Underarter
Arten delas in i följande underarter:
- S. b. beasleyana
- S. b. elegantoides